# David Ratte
Pour les articles homonymes, voir Ratte (homonymie).
David Ratte est un dessinateur, scénariste et coloriste français de bande dessinée né le 13 août 1970 à Besançon.

## Biographie
David Ratte est né à Besançon le 13 août 1970. Il laisse inachevées des études d'architecte d'intérieur pour devenir dessinateur publicitaire, puis à 22 ans il devient commercial dans le secteur de la métallurgie. En 2004, il contribue à Lanfeust Mag avec quelques récits courts. Il quitte son emploi de commercial en 2007 pour devenir dessinateur de bandes dessinées à temps plein.
Depuis septembre 2014, il travaille avec son fils Mateo Ratte, devenu coloriste.

## Œuvres
(septembre 2019).
- Toxic Planet, en 3 tomes, Paquet :

1. Milieu Naturel, 2006. Prix du meilleur album humour de l’année au festival de Chambéry[3].
2. Espèce menacée,2007
3. Retour de flamme, 2008.

- Le Voyage des pères en 6 tomes (Paquet), (prix international de la BD chrétienne au festival d’Angoulême pour le premier tome en 2008 et prix du Jubilé en 2011 — 25 ans du prix international de la BD chrétienne — pour l’ensemble de la série[3].

Première époque, premier cycle : 
1. Jonas, 2007[4],[5]
2. L'île du sommeil, 2010
3. Le roi des rêves, 2011

Première époque, deuxième cycle :
1. Barabbas, 2016
2. Moshé, 2017
3. Salomé, Amos et les autres…, 2017

- Son préquel, L'Exode selon Yona, Paquet, en 4 tomes :

1. Descendance, 2011
2. Turbulences, 2011
3. Effervescence, 2012,
4. Transhumance, 2013 [6].

- Mamada :

1. Époustouflante migrante (2013)[7]
2. Tonitruante résidente (2015)
3. Abracadabrante errante (2019)

- Les aventures extraordinaires du Père Limpinpin (texte de Stéphanie Dunand-Pallaz), Chours, 2016.

Il a également illustré l'adaptation en BD du Cycle de Majipoor, d'après les romans de Robert Silverberg, intitulée Majipoor (scénario d'Olivier Jouvray) :
- Majipoor, avec David Ratte (dessin) et Myriam Lavialle (couleurs), Soleil

1. Le château de Lord Valentin, 2009[8]
2. L'île du sommeil, 2010
3. Le roi des rêves, 2011

- Ma fille, mon enfant (Editions Grand Angle) 2020